# ジュリア・デュクルノー
ジュリア・デュクルノー（仏: Julia Ducournau, 1983年11月18日 - ）は、フランスの女性映画監督・映画脚本家。

## 経歴
ジュリア・デュクルノーは、フランスのパリで生まれ育った。La Fémis（国立高等映像音響芸術学校）で脚本の書き方を学び、2008年に卒業。2011年に初の短編映画『Junior』の監督を務めた。同作は、カンヌ国際映画祭批評家週間でも上映された。2012年にはテレビ映画『Mange』の監督を務めた。2016年には初の長編デビュー作となる映画『RAW 〜少女のめざめ〜』を発表し、同作はカンヌ国際映画祭批評家週間で上映された。ベジタリアンとして育てられた少女が学校で肉食を強制されたことをきっかけにカニバリズムに目覚めていく様子を描いた同作は、FIPRESCI賞（国際映画批評家連盟賞）などを受賞している。第74回カンヌ国際映画祭では映画『TITANE/チタン』でパルム・ドールを受賞し、ジェーン・カンピオンに続いて女性として二人目のパルム・ドール受賞監督となった。

## 作風・人物
デュクルノーの作品にはボディホラーもの（身体的ホラーもの）が多いとされている。これに対してデュクルノーは、父親が皮膚科医で、母親が婦人科医であったことから、子供の頃から肉に魅せられたからだと話している。加えてデュルクノーは、自身が作品の中で若い女性の身体を性的対象として見せるのではなく、身体的ホラーを取ることによって、痛みを感じたり、傷を負ったりするという、普遍的な身体の性質を取りたかったと話している。また、デュクルノーは若い頃から影響を受けている映画監督としてデヴィッド・クローネンバーグの名前を挙げている。

## 映画作品一覧
| 年度   | タイトル                              | 肩書       | 雑記                                      |
| ------ | ------------------------------------- | ---------- | ----------------------------------------- |
| 2011年 | Junior                                | 監督・脚本 | 短編映画                                  |
| 2012年 | Mange                                 | 監督・脚本 | テレビ映画                                |
| 2015年 | Ni le ciel ni la terre                | 脚本監修   |                                           |
| 2016年 | RAW 〜少女のめざめ〜 Grave            | 監督・脚本 | FIPRESCI賞（国際映画批評家連盟賞）        |
| 2016年 | Compte tes blessures                  | 脚本監修   |                                           |
| 2017年 | Corporate                             | 脚本監修   |                                           |
| 2021年 | サーヴァント ターナー家の子守 Servant | 監督       | テレビシリーズ・2エピソード               |
| 2021年 | TITANE/チタン Titane                  | 監督・脚本 | 第74回カンヌ国際映画祭 パルム・ドール受賞 |